# استان‌های سائوتومه و پرنسیپ

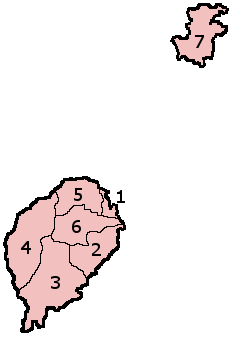
نقشه استان‌های سائوتومه و پرنسیپ

سائوتومه و پرنسیپ به دو استان تقسیم شده:
1. استان سائوتومه (پایتخت: شهر سائوتومه): این استان در نواحی استوایی اقیانوس اطلس و در جزیره سائوتومه جای دارد. ۸۵۹ کیلومتر مربع مساحت و ۱۷۹٬۸۱۴ نفر جمعیت دارد.[۱]
2. استان پرنسیپ (پایتخت: سانتو آنتونیو): این استان جزیره کوچکتر سائوتومه و پرینسیپ را شامل است. مساحت آن در حدود ۱۴۲ کیلومتر مربع و جمعیتش در سال ۲۰۱۲ برابر ۷٬۵۴۲ نفر بوده‌است.[۲]

پرنسیپ از ۲۹ آوریل ۱۹۹۵ دارای دولت خودمختار مختص به خود است.